# Comuna Mîhailivka, Apostolove
Mîhailivka (în ucraineană Михайлівка) este o comună în raionul Apostolove, regiunea Dnipropetrovsk, Ucraina, formată din satele Katerînivka, Mîhailivka (reședința), Mîhailo-Zavodske și Șîroceanî.

## Demografie
Componența lingvistică a satului Mîhailivka
     Ucraineană (92,98%)
     Rusă (5,61%)
     Alte limbi (1,16%)
Conform recensământului din 2001, majoritatea populației satului Mîhailivka era vorbitoare de ucraineană (92,98%), existând în minoritate și vorbitori de rusă (5,61%).